# Начало (фильм, 1970)
«Нача́ло» — советский чёрно-белый трагикомедийный фильм, поставленный режиссёром Глебом Панфиловым на киностудии «Ленфильм» в 1970 году.
За роль Паши Строгановой Инна Чурикова была признана лучшей актрисой года по версии журнала «Советский экран».

## Сюжет
В фильме две сюжетные линии. Первая — связана с жизнью Паши Строгановой, скромной ткачихи из маленького городка Реченска. Девушка с неказистой внешностью работает на фабрике, в свободное время ходит на танцы и играет в любительском драмкружке Бабу-Ягу. Как-то раз на танцах она знакомится с Аркадием и влюбляется в него с первого взгляда. Примерно в это же время постановку с участием Паши посещает столичный режиссёр и совершенно неожиданно делает девушке удивительное предложение сняться в большом кино и исполнить роль Жанны д’Арк. Так начинается другая сюжетная линия — фильм в фильме, история о легендарной француженке.
Картина рождается в творческих муках. Кроме режиссёра, в съёмочной группе никто не может понять, что же он разглядел в неброской провинциальной актрисе. Аркадий, как выясняется, — женат, и Паша своими чувствами может испортить ему семейную жизнь. После того, как он ссорится с женой и уходит из дома, Паша приглашает Аркадия жить с ней. Через некоторое время жена Аркадия силой возвращает мужа домой. Паша тяжело переживает трагедию и пытается покончить жизнь самоубийством. Её спасает сосед по коммунальной квартире — Павлик. Теперь Паше нужно во что бы то ни стало достойно закончить свою работу в фильме. Фильм получает огромный успех среди зрителей. Новоявленную кинозвезду, тем не менее, режиссёры не спешат завалить предложениями. Начинается новая жизнь, и она не обещает быть лёгкой.

## В ролях
- Инна Чурикова — Прасковья Ивановна (Паша) Строганова, ткачиха и актриса
- Леонид Куравлёв — Аркадий, возлюбленный Паши
- Михаил Кононов — Павлик, сосед Паши / актёр, играющий юродивого
- Валентина Теличкина — Валя, подруга Паши
- Татьяна Степанова — Катя, подруга Паши
- Нина Скоморохова — Зина, жена Аркадия
- Татьяна Бедова — Тома, невеста (позднее — жена) Павлика
- Юрий Клепиков — Фёдор Васильевич Игнатьев, режиссёр
- Геннадий Беглов — Виталий Алексеевич Одиноков, второй режиссёр
- Юрий Визбор — Степан Иванович, сценарист
- Вячеслав Васильев — Степан Витальевич, помощник режиссёра
- Евгений Лебедев — актёр, играющий Пьера Кошона (озвучивает Ефим Копелян)
- Всеволод Соболев — актёр, играющий Масье
- Гера Жуковский — Бориска, сын Вали
- Людмила Аринина — чиновница по кадрам на киностудии
- Ружа Шульжицка — дочь Аркадия (нет в титрах).

## Съёмочная группа
- Авторы сценария: Глеб Панфилов, Евгений Габрилович
- Режиссёр — Глеб Панфилов
- Второй режиссёр — Геннадий Беглов
- Оператор — Дмитрий Долинин
- Художник — Марксэн Гаухман-Свердлов
- Художник по костюмам — Наталья Васильева
- Композиторы: Вадим Биберган, Майкл Карp (Michael Carr)

## Создание и художественные особенности
В фильме нет начальных титров и название «Начало» появляется на экране в конце, вместо привычного «Конец фильма».
Предыдущий и дебютный фильм Глеба Панфилова «В огне брода нет» получил признание узкого круга критиков, но в большой прокат не попал. Настоящего успеха режиссёр добился после второй серьёзной работы «Начало». Над фильмом работала практически та же творческая группа. Сюжеты обоих фильмов также во многом перекликаются — история неказистой провинциалки, у которой обнаруживается художественный талант.
Инна Чурикова и Глеб Панфилов, после успеха первой картины, собирались взяться за экранизацию истории французской народной героини Жанны д’Арк. Свою роль в ней должен был получить и Михаил Кононов. До воплощения идея так и не добралась, не было получено одобрения кинематографического руководства СССР. В итоге пришлось снимать картину на современную тематику с опосредованно рассказанной историей «фильма в фильме».
Основные съёмки проходили в городе Муроме.
В фильме звучит композиция «Man of Mystery» (1960 г.) британской группы "The Shadows" в аранжировке ВИА «Поющие гитары» (1969 г.).

## Оценки
Фильм «Начало» стал заметным явлением начала 1970-х годов в советском кинематографе, продемонстрировав возврат к традиционному мелодраматическому началу после жанровых экспериментов 1960-х годов. Внимание зрителя было привлечено парадоксальным столкновением двух сюжетных линий из двух эпох. Режиссёр Панфилов добивается эффекта, раскрывая замысел с помощью главной героини — незаурядной и многоплановой личности, способной на неожиданный поступок и на глубокие чувства.

…фильм Панфилова о мощи человеческой веры — в дело, в призвание, в талант, в счастье, наконец, — об этой стихийной и побеждающей силе, которая […] провинциальную дурнушку Пашу Строганову могла превратить в страстно влюблённую и по-своему обаятельную женщину и в Жанну д’Арк.
— Майя Туровская, «Искусство кино», 1971. № 1 

## Награды
- 1970 — премия ленинградского комсомола[7]
- 1970 — Инна Чурикова признана лучшей актрисой года, согласно опросу журнала «Советский экран»
- 1970 — Инна Чурикова признана зрителями Болгарии лучшей зарубежной актрисой года за участие в фильмах «Начало» и «В огне брода нет»
- 1971 — 4 диплома фильму, режиссёру (Г. Панфилову), актёрам (Г. Беглову, Ю. Клепикову) на МКФ в Нью-Йорке, США
- 1971 — Инна Чурикова признана лучшей зарубежной актрисой в фильмах, прошедших на экранах Болгарии
- 1971 — «Серебряный лев» венецианский фестиваль[8]
- 1972 — приз «Южный крест» Инне Чуриковой на XIV МКФ в Аделаиде (Австралия)